# Грузинські сорти винограду

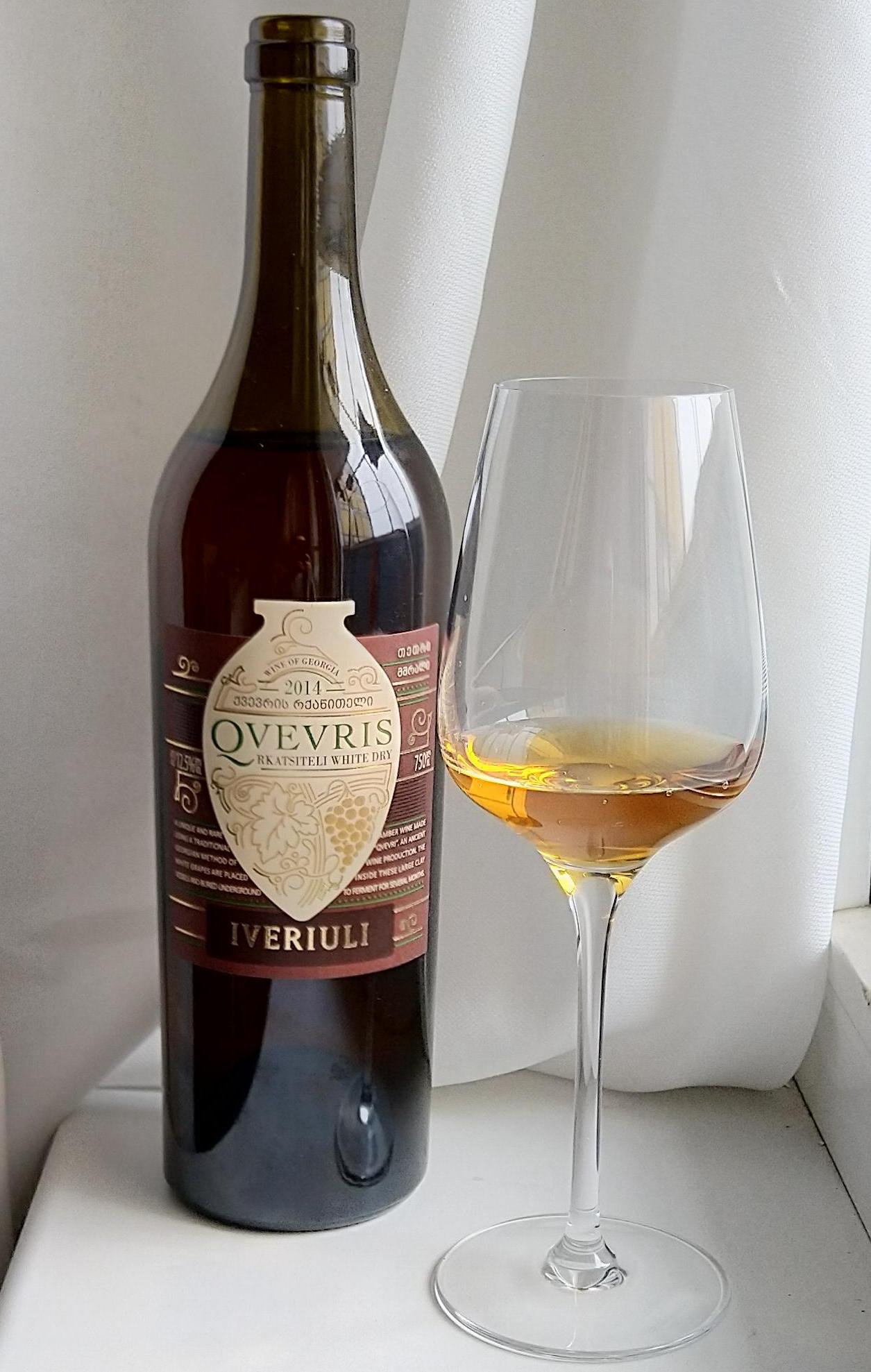
Вино з винограду ркацителі виготовлене за кахетинською технологією

Грузинські сорти винограду — сорти винограду, які широко поширені як на території сучасної Грузії, так і в сусідніх з нею країнах.
Виноградна лоза — одна з найдавніших рослин. Перші представники виноградної лози з'явилися в крейдяному періоді, а територія їх поширення охоплював у той час увесь світ. Після поділу материка зона поширення лози була розділена і тепер вона розташована в трьох відокремлених вузлах. У північноамериканському краї налічується 28 видів, 18 з яких мають важливе значення для культури; У Східній Азії налічується понад 40 видів, але лише 5 мають важливе значення для культури..
Дикі предки виноградної лози вимерли, і, таким чином, перед нами вид, створений людиною, вирваний зі свого минулого.
Культурна виноградна лоза дуже легко здичавіє і схрещується з дикою, в результаті чого утворюються гібриди. Особливо це помітно в Грузії. Грузинські назви місцевих сортів винограду часто містять конкретні посилання його походження чи деякі відмінні характеристики. Тоді як у Грузії налічується більше половини тисячі різних сортів винограду (Кецховелі та інших), колективізація сільського господарства за часів сталінського режиму, та й антиалкогольна кампанія Горбачова у 1980-х роках призвела до викорчовування великих смуг низки місцевих сортів. Окрім академічної роботи з вирощування та вивчення багатьох нині невідомих сортів, у 2014 році уряд запустив програму заохочення та підтримки посадки більшої кількості забутих сортів. щодо збільшення генетичного розмаїття виноградників Грузії.
У світі відомо до 4000 сортів виноградної лози. У Грузії налічується близько 525 різних місцевих сортів винограду, з яких 62 сорти входять до стандартного асортименту, в тому числі 29 винних і 9 столових.
До видатних високоякісних грузинських сортів білого винограду належать: Картаулі, Кісі, Цицька, Цолікоурі, Ркацителі, Чінурі, Хіхві та інші.
Картаулі мцване виростає в районі Картлі і дозріває пізно. З винограду Чинурі, Горулі мцване виходить ігристе вино з особливим характерним смаком.
Кісі зростає у східній Грузії. Як класичні (європейські), так і традиційні кахетинські (квеврі) вина, виготовлені з винограду Кісі, мають незабутній аромат та смак. Найкращі мікро зони — це регіони навколо Телаві, Кварелі та Ахмета. Цей виноград найбільш поширений на околицях села Маграані в районі Ахмета. Традиційне кахетинське вино, виготовлене з винограду Кісі, характеризується ароматами стиглої груші, календули, тютюну та волоського горіха.
Цицька відноситься до імеретинської родини споконвічних сортів. Цицька дозріває пізно і дає легкі кольори соломи вина із зеленуватим відтінком, що характеризуються рослинним ароматом та відтінками груші, лимона, меду та дині.
Крахуна це грузинський сорт білого винограду, який зазвичай пізно дозріває і виробляються одні з найміцніших і насиченіших білих імеретинських вин. Вина, виготовлені з винограду Крахуна, мають високий вміст алкоголю, солом'яний колір із відтінками золотого сонячного світла, а також аромат стиглих фруктів (наприклад, абрикоса чи банана) та меду.
Цолікоурі відноситься до імеретинського сімейства споконвічних сортів винограду, другий за поширеністю різновид сорту винограду Ркацителі. Крім Імереті, Цолікурі росте в районах Рача-Лечхумі, Курія, Самегрело, Аджарія та Апхазеті. Він дозріває пізно і дає легкі вина солом'яного кольору з ароматами цитрусових, білої сливи, жовтих фруктів (наприклад, мушмали) та квітів. Вина, виготовлені з Цолікурі, є більш насиченими, ніж вина, виготовлені в Цицьку.
Наступні високоякісні, класичні (європейські) та традиційні кахетинські (квеврі) виготовляються з винограду Ркацителі: столове вино, регіональні вина, контрольовані апеляційні вина. Виноград Ркацителі дуже часто змішують із сортом Мцване кахурі.
Чінурі росте в районі Картлі та дозріває пізно. З цього винограду виробляються дуже живі та радісні вина, з ароматом лайма, польових квітів та весняного меду. При змішуванні винограду Чинурі, Горулі мцване виходить ігристе вино з особливим характерним смаком.
Хіхві за своїм географічним розташуванням відноситься до кахетинського сімейства білих сортів винограду. Дозріває у період між першими днями та другою половиною місяця вересня. Дуже видатні класичні (європейські) та традиційні кахетинські (квеврі) вина виготовляються з винограду сорту Хіхві. У європейському вині, виготовленому з винограду сорту Хіхві, особливо помітний аромат екзотичних рослин, таких як самшит, у той час як традиційне кахетинське вино, виготовлене з винограду Кіхві в квеврі, має тони, що нагадують стиглі фрукти або жовті сухофрукти.
До видатних високоякісних грузинських сортів червоного винограду належать: Оджалеші, Олександроулі, Сапераві, Чхавері, Аладастурі та інші.
Усахелаурі грузинський сорт червоного винограду поширений у Цагерском районі Лечхумі. Дозріває пізніше, ніж у середньому, виноград починає дозрівати ближче до кінця вересня. Урожай, як правило, невеликий. Усахелаурі дає гідні натуральні напівсолодкі чи сухі вина із дуже насиченим фруктовим ароматом.
Тавквері — червоний виноград з регіону Картлі, поширений у регіоні Внутрішнього Картлі. Дозріває пізно. З винограду Тавквері народжуються цікаві сухі червоні чи рожеві вина з ароматами дикої троянди та червоних фруктів.
Грузинський сорт червоного винограду Оджалеші набув значного поширення в Мінгрелії. У перекладі з мегрельської «оджалеші» — це «який росте на деревах». Найкращі сорти Оджалеші можна знайти в районах Мартвілі та Сенакі. Дозріває дуже пізно. У Самегрелі цей виноград починає дозрівати в середині листопада, і його збір може тривати до першої половини грудня. Напівсолодкі та сухі червоні вина виготовляються з винограду Оджалеші, який надає винам дивовижної глибини та характеру. Найкраще оджалеське вино виготовлялося в селах району Мартвілі, таких як Салхіно, Тамаконі Нахунао, Абедати.
Делшаві вважається одним із найдавніших сортів винограду в Грузії, він в основному росте в регіонах Рача та Імереті. Вина, виготовлені з цього сорту, зазвичай дуже м'які та повітряні, але також можна робити живі та кислі літні вина.
Олександроулі різновид червоного винограду з регіону Рача, який в основному можна зустріти в однойменному регіоні. Дозріває пізніше, ніж інші. Вина з винограду Олександроулі сухі або напівсолодкі, напрочуд м'які, з ароматами малини та чорної вишні.
Отцханурі сапере це сорт грузинського червоного винограду, який широко поширений у регіоні Імереті і дозріває з середини до кінця жовтня. Вино, виготовлене з винограду сапхер Отцханурі, має яскравий малиновий колір. Молоді вина мають сильні рослинні ноти і трохи грубуватий смак, але при витримці набувають глибокого та елегантного аромату, а також багатого та тривалого післясмаку.
Сапераві можна знайти в кожному винограднику Кахетинського регіону виноробства, а також майже в усіх інших регіонах Грузії. Виноград Сапераві також можна знайти за кордоном. Сапераві у Грузії є самим розповсюдженим червоним сортом винограду. У виноробному регіоні Кахетії виноград дозріває у другій половині вересня, але збирають його до другої половини жовтня. Високоякісні червоні сухі вина з великим потенціалом для витримки виготовляються з винограду Сапераві. Виноград Сапераві також використовується при виробництві солодких, напівсолодких та рожевих вин. Найкраще вино можна отримати з винограду Сапераві, зібраного в Мукузані-Ахашені, Хашмі, Кіндзмараулі, Напареулі, Кварелі та Кондолі
Шавкапіто — один із споконвічних сортів картлянського сімейства сортів винограду, широко поширений у регіоні Внутрішній Картлі. Дозріває пізно. З винограду сорту Шавкапіто виробляються міцні, з наповненим смаком, вина з ароматами рослин і ягід (наприклад, черешні, що встигла).
Чхавері це грузинський сорт рожевого винограду, переважно росте в Гурії. У Гурії цей виноград дозріває у другій половині листопада, і його врожай зазвичай невеликий. Вина виготовлені з Чхавері бувають солом'яного, світло-рожевого або янтарного кольору. Виноград Чхавері дає початок м'яким і гармонійним винам з високим вмістом алкоголю та ароматами персика або білих фруктів, що ідеально поєднують насолоду та кислотність. Найкращі вина Чхавері виробляються в селах Сачамясери, Букісцихе, Аскана, Бахві, Отсхана, Шемокмеді.
| №   | Назва                              | Регіон        | Колір          |
| --- | ---------------------------------- | ------------- | -------------- |
| 1   | Абсурд                             | Абхазія       | Чорний         |
| 2   | Агбій                              | Абхазія       | Чорний         |
| 3   | Агутолій                           | Абхазія       | Чорний         |
| 4   | Тисячі тисяч                       | Абхазія       | Чорний         |
| 5   | Акабіл                             | Абхазія       | Чорний         |
| 6   | Аклік                              | Абхазія       | Чорний         |
| 7   | Ацомстал                           | Абхазія       | Чорний         |
| 8   | Акуба                              | Абхазія       | Чорний         |
| 9   | Акумсталь                          | Абхазія       | Чорний         |
| 10  | Акушар                             | Абхазія       | Чорний         |
| 11  | Амгурчал                           | Абхазія       | Чорний         |
| 12  | Амлаху                             | Абхазія       | Чорний         |
| 13  | Амохфіз                            | Абхазія       | Чорний         |
| 14  | Апапніз                            | Абхазія       | Чорний         |
| 15  | Апухера                            | Абхазія       | Чорний         |
| 16  | Акапш                              | Абхазія       | Чорний         |
| 17  | Ашугаш                             | Абхазія       | Чорний         |
| 18  | Ачкікій                            | Абхазія       | Чорний         |
| 19  | Ацимліз                            | Абхазія       | Чорний         |
| 20  | Адзніж                             | Абхазія       | Чорний         |
| 21  | Атлій                              | Абхазія       | Чорний         |
| 22  | Червоний Ачандра                   | Абхазія       | Чорний         |
| 23  | З Ахари                            | Абхазія       | Чорний         |
| 24  | Ахухуж                             | Абхазія       | Чорний         |
| 25  | Качічі                             | Абхазія       | Чорний         |
| 26  | Петридж                            | Абхазія       | Чорний         |
| 27  | Татліджі                           | Абхазія       | Чорний         |
| 28  | Чорний Амлаху                      | Абхазія       | Чорний         |
| 29  | Доїння коней абхазьке              | Абхазія       | Чорний         |
| 30  | Цвініндірхва                       | Абхазія       | Чорний         |
| 31  | Лацосте                            | Абхазія       | Темно-синій    |
| 32  | Хафшира                            | Абхазія       | Світлий        |
| 33  | Хупініжі                           | Абхазія       | Світлий        |
| 34  | Абістаж                            | Абхазія       | Білий          |
| 35  | Авасирхва                          | Абхазія       | Білий          |
| 36  | Аврехи                             | Абхазія       | Білий          |
| 37  | Атуркхуж                           | Абхазія       | Білий          |
| 38  | Ацабіліз                           | Абхазія       | Білий          |
| 39  | Акасаж                             | Абхазія       | Білий          |
| 40  | Ажкваква                           | Абхазія       | Білий          |
| 41  | Ажхвта                             | Абхазія       | Білий          |
| 42  | Кямохта                            | Абхазія       | Білий          |
| 43  | Махвателі                          | Абхазія       | Білий          |
| 44  | Хуналіжі                           | Абхазія       | Білий          |
| 45  | Хутуній                            | Абхазія       | Білий          |
| 46  | Агашкур                            | Абхазія       | Рожевий        |
| 47  | Аджапш                             | Абхазія       | Рожевий        |
| 48  | Аємчігх                            | Абхазія       | Рожевий        |
| 49  | Ажіа                               | Абхазія       | Рожевий        |
| 50  | Ажігра                             | Абхазія       | Рожевий        |
| 51  | Ажхапфш                            | Абхазія       | Рожевий        |
| 52  | Альмура Блек                       | Аджарія       | Чорний         |
| 53  | Батомура                           | Аджарія       | Чорний         |
| 54  | Бурдзала                           | Аджарія       | Чорний         |
| 55  | Бутко                              | Аджарія       | Чорний         |
| 56  | Вайо Сапераві                      | Аджарія       | Чорний         |
| 57  | Кірцитіла                          | Аджарія       | Чорний         |
| 58  | Ліванура Чорна                     | Аджарія       | Чорний         |
| 59  | Круто                              | Аджарія       | Чорний         |
| 60  | Мекренчхі                          | Аджарія       | Чорний         |
| 61  | Збентежений                        | Аджарія       | Чорний         |
| 62  | Саліклеві                          | Аджарія       | Чорний         |
| 63  | Сапераві Аджарія                   | Аджарія       | Чорний         |
| 64  | Екстрактор                         | Аджарія       | Чорний         |
| 65  | Тадзігура                          | Аджарія       | Чорний         |
| 66  | Лісова лоза                        | Аджарія       | Чорний         |
| 67  | Лісовий виноград                   | Аджарія       | Чорний         |
| 68  | Коркаула                           | Аджарія       | Чорний         |
| 69  | Гола                               | Аджарія       | Чорний         |
| 70  | Читіствала Аджарія                 | Аджарія       | Чорний         |
| 71  | Кінь з Аджарії                     | Аджарія       | Чорний         |
| 72  | Пуповина                           | Аджарія       | Чорний         |
| 73  | Чоді                               | Аджарія       | Чорний         |
| 74  | Якісна Аджарія                     | Аджарія       | Чорний         |
| 75  | В джині                            | Аджарія       | Чорний         |
| 76  | Ахалакі                            | Аджарія       | Темно-червоний |
| 77  | Знайдено                           | Аджарія       | Темно-червоний |
| 78  | Альмура Вайт                       | Аджарія       | Білий          |
| 79  | Садовий виноград                   | Аджарія       | Білий          |
| 80  | Кристал                            | Аджарія       | Білий          |
| 81  | Горгоулі                           | Аджарія       | Білий          |
| 82  | Білий                              | Аджарія       | Білий          |
| 83  | Турванд                            | Аджарія       | Білий          |
| 84  | Кайкацішвілі білий                 | Аджарія       | Білий          |
| 85  | Квірістава                         | Аджарія       | Білий          |
| 86  | Кларюлі                            | Аджарія       | Білий          |
| 87  | Ліванура біла                      | Аджарія       | Білий          |
| 88  | Зелена Аджарія                     | Аджарія       | Білий          |
| 89  | Зелень                             | Аджарія       | Білий          |
| 90  | Орджохулі                          | Аджарія       | Білий          |
| 91  | Шхалтурі                           | Аджарія       | Білий          |
| 92  | Шавшура                            | Аджарія       | Білий          |
| 93  | Цвіте                              | Аджарія       | Білий          |
| 94  | Тцвіте                             | Аджарія       | Білий          |
| 95  | Чечібера                           | Аджарія       | Білий          |
| 96  | Джавахетура                        | Аджарія       | Білий          |
| 97  | Кібура                             | Аджарія       | Рожевий        |
| 98  | Кікача Чорний                      | Гурія         | Червоний       |
| 99  | Кумуша                             | Гурія         | Червоний       |
| 100 | Маганакурі                         | Гурія         | Червоний       |
| 101 | Мандікурі                          | Гурія         | Червоний       |
| 102 | Махатурі                           | Гурія         | Червоний       |
| 103 | Голубині ноги                      | Гурія         | Червоний       |
| 104 | Мцвівані Гурулі                    | Гурія         | Червоний       |
| 105 | Самчхавера                         | Гурія         | Червоний       |
| 106 | У кишені                           | Гурія         | Червоний       |
| 107 | акідо                              | Гурія         | Чорний         |
| 108 | Аладастурі                         | Гурія         | Чорний         |
| 109 | Виноград Бахва                     | Гурія         | Чорний         |
| 110 | грецька                            | Гурія         | Чорний         |
| 111 | Ворона                             | Гурія         | Чорний         |
| 112 | Камурі Блек                        | Гурія         | Чорний         |
| 113 | Коцхана                            | Гурія         | Чорний         |
| 114 | Мтевандіді                         | Гурія         | Чорний         |
| 115 | Будувати                           | Гурія         | Чорний         |
| 116 | Офура                              | Гурія         | Чорний         |
| 117 | Оджале в Гурії                     | Гурія         | Чорний         |
| 118 | Граб                               | Гурія         | Чорний         |
| 119 | Сапераві Гурія                     | Гурія         | Чорний         |
| 120 | Схілатубані                        | Гурія         | Чорний         |
| 121 | Шавчхавера                         | Гурія         | Чорний         |
| 122 | Чхавері                            | Гурія         | Чорний         |
| 123 | Цанафіта                           | Гурія         | Чорний         |
| 124 | Цівчхавера                         | Гурія         | Чорний         |
| 125 | Чумута                             | Гурія         | Чорний         |
| 126 | Хемху                              | Гурія         | Чорний         |
| 127 | Кхушія чорна                       | Гурія         | Чорний         |
| 128 | Яні                                | Гурія         | Чорний         |
| 129 | Яні Накашидзе                      | Гурія         | Чорний         |
| 130 | Яні Ціхурі                         | Гурія         | Чорний         |
| 131 | Синій                              | Гурія         | Сірий          |
| 132 | Маш                                | Гурія         | Темно-рожевий  |
| 133 | афінський                          | Гурія         | Білий          |
| 134 | Дордгхо                            | Гурія         | Білий          |
| 135 | Вацицвера                          | Гурія         | Білий          |
| 136 | Зенатурі                           | Гурія         | Білий          |
| 137 | Білий виноград                     | Гурія         | Білий          |
| 138 | Білий Чхавері                      | Гурія         | Білий          |
| 139 | Тквалафа                           | Гурія         | Білий          |
| 140 | Какнатела                          | Гурія         | Білий          |
| 141 | Камурі білий                       | Гурія         | Білий          |
| 142 | Курка Капістон                     | Гурія         | Білий          |
| 143 | Катурі                             | Гурія         | Білий          |
| 144 | Кешелава Біла                      | Гурія         | Білий          |
| 145 | Може                               | Гурія         | Білий          |
| 146 | Маурі Вайт                         | Гурія         | Білий          |
| 147 | Сакміла                            | Гурія         | Білий          |
| 148 | Сакнатуна                          | Гурія         | Білий          |
| 149 | Поховання                          | Гурія         | Білий          |
| 150 | Кхакутура                          | Гурія         | Білий          |
| 151 | Чхінкілоурі                        | Гурія         | Білий          |
| 152 | Чачієті Тетра                      | Гурія         | Білий          |
| 153 | Кхушія біла                        | Гурія         | Білий          |
| 154 | Цівчхавера рожева                  | Гурія         | Рожевий        |
| 155 | червоний                           | Гурія         | Рожевий        |
| 156 | Кордзала                           | Гурія-Аджарія | Червоний       |
| 157 | Гомі червоний                      | Імереті       | Червоний       |
| 158 | Мачанаурі                          | Імереті       | Червоний       |
| 159 | Рабат червоний                     | Імереті       | Червоний       |
| 160 | Адана                              | Імереті       | Чорний         |
| 161 | Бетцоура                           | Імереті       | Чорний         |
| 162 | Бзванура                           | Імереті       | Чорний         |
| 163 | Габехурі Чорний                    | Імереті       | Чорний         |
| 164 | Дідшава                            | Імереті       | Чорний         |
| 165 | Дондглабі чорний                   | Імереті       | Чорний         |
| 166 | Енделадзе                          | Імереті       | Чорний         |
| 167 | Чорний їжак                        | Імереті       | Чорний         |
| 168 | Священнослужитель                  | Імереті       | Чорний         |
| 169 | Крахуна Чорна                      | Імереті       | Чорний         |
| 170 | Острів Чорний                      | Імереті       | Чорний         |
| 171 | Купрашвілі                         | Імереті       | Чорний         |
| 172 | Виноградна лоза Мамука             | Імереті       | Чорний         |
| 173 | Мамука Сапере                      | Імереті       | Чорний         |
| 174 | Маргулі Сапере                     | Імереті       | Чорний         |
| 175 | Високий                            | Імереті       | Чорний         |
| 176 | Магранулі                          | Імереті       | Чорний         |
| 177 | Мачанурі                           | Імереті       | Чорний         |
| 178 | Мгалоблішвілі                      | Імереті       | Чорний         |
| 179 | Меланія                            | Імереті       | Чорний         |
| 180 | Голубиний колір                    | Імереті       | Чорний         |
| 181 | Обчури Чорний                      | Імереті       | Чорний         |
| 182 | Оцханурі Сапере                    | Імереті       | Чорний         |
| 183 | Рко Чорний                         | Імереті       | Чорний         |
| 184 | Різак                              | Імереті       | Чорний         |
| 185 | Самчача                            | Імереті       | Чорний         |
| 186 | Квелоурі                           | Імереті       | Чорний         |
| 187 | Свиняче око                        | Імереті       | Чорний         |
| 188 | Дощ                                | Імереті       | Чорний         |
| 189 | Чорна смородина                    | Імереті       | Чорний         |
| 190 | Осінь Чорна                        | Імереті       | Чорний         |
| 191 | Дзаганідзе                         | Імереті       | Чорний         |
| 192 | Дзельшаві місцевий                 | Імереті       | Чорний         |
| 193 | Старий Обчурі                      | Імереті       | Чорний         |
| 194 | Старий різак                       | Імереті       | Чорний         |
| 195 | Дзиганурі                          | Імереті       | Чорний         |
| 196 | Дзирагеулі чорні                   | Імереті       | Чорний         |
| 197 | Чанкілоурі                         | Імереті       | Чорний         |
| 198 | Хітері угхіа                       | Імереті       | Чорний         |
| 199 | Хмара Імереті                      | Імереті       | Колір хмари    |
| 200 | Якісний колхійський                | Імереті       | Темно-рожевий  |
| 201 | базальтовий                        | Імереті       | Білий          |
| 202 | Габехурі Білий                     | Імереті       | Білий          |
| 203 | Гомі Вайт                          | Імереті       | Білий          |
| 204 | Дондглабі білий                    | Імереті       | Білий          |
| 205 | Білий їжак                         | Імереті       | Білий          |
| 206 | Тита Імерелі                       | Імереті       | Білий          |
| 207 | Тклафа                             | Імереті       | Білий          |
| 208 | Тонкий                             | Імереті       | Білий          |
| 209 | Капістон Гагмурі                   | Імереті       | Білий          |
| 210 | Capiston White                     | Імереті       | Білий          |
| 211 | Кікача Біла                        | Імереті       | Білий          |
| 212 | Крахуна Біла                       | Імереті       | Білий          |
| 213 | Острів Білий                       | Імереті       | Білий          |
| 214 | Широкоокий                         | Імереті       | Білий          |
| 215 | Крупнотіла                         | Імереті       | Білий          |
| 216 | Мурадулі                           | Імереті       | Білий          |
| 217 | Мцвівані Імерелі                   | Імереті       | Білий          |
| 218 | Зелена Імеретія                    | Імереті       | Білий          |
| 219 | Мчкнара Дондглабі                  | Імереті       | Білий          |
| 220 | Ясно                               | Імереті       | Білий          |
| 221 | Охтоура                            | Імереті       | Білий          |
| 222 | Рко Білий                          | Імереті       | Білий          |
| 223 | Невідомий білий                    | Імереті       | Білий          |
| 224 | грузинський                        | Імереті       | Білий          |
| 225 | Піщаний (Goruli Green) ()          | Імереті       | Білий          |
| 226 | Чігвінаурі                         | Імереті       | Білий          |
| 227 | Чхінкурі                           | Імереті       | Білий          |
| 228 | Ціцкха                             | Імереті       | Білий          |
| 229 | Ціцька Габехурі                    | Імереті       | Білий          |
| 230 | Ціцька Сачхере                     | Імереті       | Білий          |
| 231 | Цолікурі                           | Імереті       | Білий          |
| 232 | Цолікурі довгозерна                | Імереті       | Білий          |
| 233 | Цолікурі Кохадзе                   | Імереті       | Білий          |
| 234 | Цолікурі грубі зерна               | Імереті       | Білий          |
| 235 | Фальшивий силікон                  | Імереті       | Білий          |
| 236 | Дрібнозернистий білий              | Імереті       | Білий          |
| 237 | Цирквалі білий                     | Імереті       | Білий          |
| 238 | Вані Чхавері                       | Імереті       | Рожевий        |
| 239 | Безручний рожевий                  | Імереті       | Рожевий        |
| 240 | Феровані Патарідзе                 | Імереті       | Рожевий        |
| 241 | Будешурі червоний                  | Кахетія       | Червоний       |
| 242 | Паатезеулі                         | Кахетія       | Червоний       |
| 243 | Самадашвілі                        | Кахетія       | Червоний       |
| 244 | Уріатубані червоний                | Кахетія       | Червоний       |
| 245 | Гавазурі                           | Кахетія       | Чорний         |
| 246 | Гагхамхрулі                        | Кахетія       | Чорний         |
| 247 | Гнилий                             | Кахетія       | Чорний         |
| 248 | Вазісубані червоний                | Кахетія       | Чорний         |
| 249 | Голова велике зерно                | Кахетія       | Чорний         |
| 250 | Тавквері Палантеулі                | Кахетія       | Чорний         |
| 251 | Тавквері Саперавісебурі            | Кахетія       | Чорний         |
| 252 | Ікалто червоний                    | Кахетія       | Чорний         |
| 253 | Кахі червоний                      | Кахетія       | Чорний         |
| 254 | Cooms Black                        | Кахетія       | Чорний         |
| 255 | Виноград Лекурі                    | Кахетія       | Чорний         |
| 256 | Менджянтеулі                       | Кахетія       | Чорний         |
| 257 | Урожай                             | Кахетія       | Чорний         |
| 258 | Мцкларта                           | Кахетія       | Чорний         |
| 259 | Папаскірі                          | Кахетія       | Чорний         |
| 260 | Це дуже пізно                      | Кахетія       | Чорний         |
| 261 | Сапераві Будешурі                  | Кахетія       | Чорний         |
| 262 | Сапераві Білий                     | Кахетія       | Чорний         |
| 263 | Сапераві грубі зерна               | Кахетія       | Чорний         |
| 264 | Сапераві Панчха                    | Кахетія       | Чорний         |
| 265 | Вино червоне                       | Кахетія       | Чорний         |
| 266 | Сімонесулі                         | Кахетія       | Чорний         |
| 267 | Невідомий Чорний                   | Кахетія       | Чорний         |
| 268 | Кістаурі чорний                    | Кахетія       | Чорний         |
| 269 | Вино червоне                       | Кахетія       | Чорний         |
| 270 | Ожина                              | Кахетія       | Чорний         |
| 271 | Чорний виноград                    | Кахетія       | Чорний         |
| 272 | Пташине око чорне                  | Кахетія       | Чорний         |
| 273 | Гніздо                             | Кахетія       | Чорний         |
| 274 | Якісний чорний                     | Кахетія       | Чорний         |
| 275 | Ячвадзе                            | Кахетія       | Чорний         |
| 276 | Кумбс жовтий                       | Кахетія       | Жовтий         |
| 277 | Зелений жовтий                     | Кахетія       | Жовтий         |
| 278 | Хмара Кахетська                    | Кахетія       | Колір хмари    |
| 279 | Жгхія                              | Кахетія       | Темно-червоний |
| 280 | Рожевий виноград                   | Кахетія       | Темно-рожевий  |
| 281 | Бежанурі                           | Кахетія       | Білий          |
| 282 | Буа виноград                       | Кахетія       | Білий          |
| 283 | Буера                              | Кахетія       | Білий          |
| 284 | Багатостраждальний                 | Кахетія       | Білий          |
| 285 | Матірний виноград                  | Кахетія       | Білий          |
| 286 | Білий з Вазісубані                 | Кахетія       | Білий          |
| 287 | Білі крупні зерна                  | Кахетія       | Білий          |
| 288 | Біла якість                        | Кахетія       | Білий          |
| 289 | Палець кахетинський                | Кахетія       | Білий          |
| 290 | Інгілурі                           | Кахетія       | Білий          |
| 291 | Довгострокова діяльність Інституту | Кахетія       | Білий          |
| 292 | Кахі Білий                         | Кахетія       | Білий          |
| 293 | Виноград Кахі                      | Кахетія       | Білий          |
| 294 | Кахетинська біла                   | Кахетія       | Білий          |
| 295 | Кумс Білий                         | Кахетія       | Білий          |
| 296 | Куркена                            | Кахетія       | Білий          |
| 297 | Мірзаанулі Білий                   | Кахетія       | Білий          |
| 298 | Міскієта                           | Кахетія       | Білий          |
| 299 | Білий з великими очима             | Кахетія       | Білий          |
| 300 | Мцвівані ран                       | Кахетія       | Білий          |
| 301 | Мцвівані кахетинське               | Кахетія       | Білий          |
| 302 | Мцвівані Паталантеулі              | Кахетія       | Білий          |
| 303 | Зелена кахетинська                 | Кахетія       | Білий          |
| 304 | Підтримуюча                        | Кахетія       | Білий          |
| 305 | Підтримуючий жовтий                | Кахетія       | Білий          |
| 306 | Золото                             | Кахетія       | Білий          |
| 307 | Ркацителі                          | Кахетія       | Білий          |
| 308 | Пелюшка                            | Кахетія       | Білий          |
| 309 | Шепіт                              | Кахетія       | Білий          |
| 310 | Сіргула                            | Кахетія       | Білий          |
| 311 | Стіл білий                         | Кахетія       | Білий          |
| 312 | Убаклурі                           | Кахетія       | Білий          |
| 313 | Грузинська рання                   | Кахетія       | Білий          |
| 314 | Кишеньковий                        | Кахетія       | Білий          |
| 315 | Вино біле                          | Кахетія       | Білий          |
| 316 | Жовта кінська грудка               | Кахетія       | Білий          |
| 317 | Чакмашура                          | Кахетія       | Білий          |
| 318 | Бірдбуд Бодбурі                    | Кахетія       | Білий          |
| 319 | Пташине око біле                   | Кахетія       | Білий          |
| 320 | Доїння коней Кахетинський          | Кахетія       | Білий          |
| 321 | Собака з'їла                       | Кахетія       | Білий          |
| 322 | Кістка                             | Кахетія       | Білий          |
| 323 | Цнорі Білий                        | Кахетія       | Білий          |
| 324 | Цобенура                           | Кахетія       | Білий          |
| 325 | Сажа                               | Кахетія       | Білий          |
| 326 | Чрога Кахетська                    | Кахетія       | Білий          |
| 327 | Якісний білий                      | Кахетія       | Білий          |
| 328 | Хіхві (Янанура)                    | Кахетія       | Білий          |
| 329 | рожевий                            | Кахетія       | Рожевий        |
| 330 | Коралово-рожевий                   | Кахетія       | Рожевий        |
| 331 | абхазька                           | Лечхумі       | Чорний         |
| 332 | білоруський                        | Лечхумі       | Чорний         |
| 333 | Чубуло                             | Лечхумі       | Чорний         |
| 334 | Саірмула                           | Лечхумі       | Білий          |
| 335 | Цхведіані Тетра                    | Лечхумі       | Білий          |
| 336 | Хіхві Лечхумі                      | Лечхумі       | Білий          |
| 337 | Камінь червоний                    | Месхетія      | Чорний         |
| 338 | Грудь коня чорна                   | Месхетія      | Чорний         |
| 339 | Бежана                             | Месхетія      | Білий          |
| 340 | Висячі                             | Месхетія      | Білий          |
| 341 | Тита Месхетян                      | Месхетія      | Білий          |
| 342 | Обкладинка                         | Месхетія      | Білий          |
| 343 | Кінська грудка біла                | Месхетія      | Білий          |
| 344 | Якісна месхетська                  | Месхетія      | Білий          |
| 345 | головний біль                      | Месхетія      | Рожевий        |
| 346 | Александруполі                     | Рача          | Чорний         |
| 347 | Арабський чорний                   | Рача          | Чорний         |
| 348 | Бахва                              | Рача          | Чорний         |
| 349 | Бербешо                            | Рача          | Чорний         |
| 350 | Кірцмагара                         | Рача          | Чорний         |
| 351 | У власності                        | Рача          | Чорний         |
| 352 | Зола                               | Рача          | Чорний         |
| 353 | Дзельшаві Рачулі                   | Рача          | Чорний         |
| 354 | Хотеура                            | Рача          | Чорний         |
| 355 | Хрогі                              | Рача          | Чорний         |
| 356 | Александруполі білий               | Рача          | Білий          |
| 357 | Арабський білий                    | Рача          | Білий          |
| 358 | Виноград Беглар                    | Рача          | Білий          |
| 359 | Берула                             | Рача          | Білий          |
| 360 | Буткуа                             | Рача          | Білий          |
| 361 | Тита Рачулі                        | Рача          | Білий          |
| 362 | Мегрелаурі                         | Рача          | Білий          |
| 363 | Зелені Рачулі                      | Рача          | Білий          |
| 364 | Ладан                              | Рача          | Білий          |
| 365 | Цулукідзе Тетра                    | Рача          | Білий          |
| 366 | Хіхві ратчулі                      | Рача          | Білий          |
| 367 | Хопфатурі                          | Рача          | Білий          |
| 368 | Алеш Білий                         | Рача          | Рожевий        |
| 369 | Мокатурі                           | Рача-Лечхумі  | Червоний       |
| 370 | Цітелурі                           | Рача-Лечхумі  | Червоний       |
| 371 | Розведений                         | Рача-Лечхумі  | Чорний         |
| 372 | Впав                               | Рача-Лечхумі  | Чорний         |
| 373 | Кабістон Чорний                    | Рача-Лечхумі  | Чорний         |
| 374 | Капістонський раунд                | Рача-Лечхумі  | Чорний         |
| 375 | Кортні                             | Рача-Лечхумі  | Чорний         |
| 376 | Чорний з великими очима            | Рача-Лечхумі  | Чорний         |
| 377 | Муюретулі                          | Рача-Лечхумі  | Чорний         |
| 378 | Ношріо                             | Рача-Лечхумі  | Чорний         |
| 379 | Орбелян                            | Рача-Лечхумі  | Чорний         |
| 380 | Безіменний                         | Рача-Лечхумі  | Чорний         |
| 381 | Барвистий                          | Рача-Лечхумі  | Чорний         |
| 382 | Феруан                             | Рача-Лечхумі  | Чорний         |
| 383 | Гхванура                           | Рача-Лечхумі  | Чорний         |
| 384 | Кричать                            | Рача-Лечхумі  | Чорний         |
| 385 | Корнішські очі                     | Рача-Лечхумі  | Чорний         |
| 386 | Старий Александруполіс             | Рача-Лечхумі  | Чорний         |
| 387 | Урішула                            | Рача-Лечхумі  | Темно-червоний |
| 388 | Габаша                             | Рача-Лечхумі  | Білий          |
| 389 | Голова червона                     | Рача-Лечхумі  | Білий          |
| 390 | Тбіл                               | Рача-Лечхумі  | Білий          |
| 391 | Тетра Лабіладзе                    | Рача-Лечхумі  | Білий          |
| 392 | Привертає увагу                    | Рача-Лечхумі  | Білий          |
| 393 | Товані                             | Рача-Лечхумі  | Білий          |
| 394 | У шовковиці                        | Рача-Лечхумі  | Білий          |
| 395 | Він сказав                         | Рача-Лечхумі  | Білий          |
| 396 | Тхорула                            | Рача-Лечхумі  | Білий          |
| 397 | Кудураулі                          | Рача-Лечхумі  | Білий          |
| 398 | Мекренчхула                        | Рача-Лечхумі  | Білий          |
| 399 | Мцвівані Рачулі                    | Рача-Лечхумі  | Білий          |
| 400 | безперервний                       | Рача-Лечхумі  | Білий          |
| 401 | Пачхата                            | Рача-Лечхумі  | Білий          |
| 402 | Фітра                              | Рача-Лечхумі  | Білий          |
| 403 | Кхакхітаурі                        | Рача-Лечхумі  | Білий          |
| 404 | Старий білий                       | Рача-Лечхумі  | Білий          |
| 405 | Чисто білий                        | Рача-Лечхумі  | Білий          |
| 406 | Закатали червоний                  | Саінгіло      | Червоний       |
| 407 | Закатали Чорний                    | Саінгіло      | Темно-рожевий  |
| 408 | Белакнури                          | Саінгіло      | Білий          |
| 409 | Девіствала                         | Саінгіло      | Білий          |
| 410 | Дідмтевана                         | Саінгіло      | Білий          |
| 411 | Потворний                          | Самегрело     | Червоний       |
| 412 | Чхорокуні                          | Самегрело     | Червоний       |
| 413 | В Читі                             | Самегрело     | Червоний       |
| 414 | Абсилічний                         | Самегрело     | Чорний         |
| 415 | Годатур                            | Самегрело     | Чорний         |
| 416 | Я не міг бачити                    | Самегрело     | Чорний         |
| 417 | Добрий                             | Самегрело     | Чорний         |
| 418 | Кертол                             | Самегрело     | Чорний         |
| 419 | В Коло                             | Самегрело     | Чорний         |
| 420 | Кутала                             | Самегрело     | Чорний         |
| 421 | Мачкватури                         | Самегрело     | Чорний         |
| 422 | Мухішха                            | Самегрело     | Чорний         |
| 423 | В Оджале                           | Самегрело     | Чорний         |
| 424 | На сковороді                       | Самегрело     | Чорний         |
| 425 | Пумпула                            | Самегрело     | Чорний         |
| 426 | Безіменний червоний                | Самегрело     | Чорний         |
| 427 | Учачубурі                          | Самегрело     | Чорний         |
| 428 | Учахардані                         | Самегрело     | Чорний         |
| 429 | Чхабердзула                        | Самегрело     | Чорний         |
| 430 | Чхуші                              | Самегрело     | Чорний         |
| 431 | У Чоті                             | Самегрело     | Чорний         |
| 432 | Ходжистолі                         | Самегрело     | Чорний         |
| 433 | абхазька                           | Самегрело     | Білий          |
| 434 | Скрутіть                           | Самегрело     | Білий          |
| 435 | Королева Кітті                     | Самегрело     | Білий          |
| 436 | В Дудгуші                          | Самегрело     | Білий          |
| 437 | Щодня                              | Самегрело     | Білий          |
| 438 | Егурдзгулі                         | Самегрело     | Білий          |
| 439 | Зердагі                            | Самегрело     | Білий          |
| 440 | Тетріша                            | Самегрело     | Білий          |
| 441 | Туруртху                           | Самегрело     | Білий          |
| 442 | Капістрон мегрельський             | Самегрело     | Білий          |
| 443 | Квацахура                          | Самегрело     | Білий          |
| 444 | Лагілурі                           | Самегрело     | Білий          |
| 445 | Удод                               | Самегрело     | Білий          |
| 446 | Окона                              | Самегрело     | Білий          |
| 447 | Сакума                             | Самегрело     | Білий          |
| 448 | Торгівля                           | Самегрело     | Білий          |
| 449 | В Чеколь                           | Самегрело     | Білий          |
| 450 | Чергвалі                           | Самегрело     | Білий          |
| 451 | У чеку                             | Самегрело     | Білий          |
| 452 | В Чечні                            | Самегрело     | Білий          |
| 453 | У Чечіпе                           | Самегрело     | Білий          |
| 454 | Чехардані                          | Самегрело     | Білий          |
| 455 | В Чичках                           | Самегрело     | Білий          |
| 456 | У Чхуче                            | Самегрело     | Білий          |
| 457 | Цаленджиха Біла                    | Самегрело     | Білий          |
| 458 | Чвітілурі                          | Самегрело     | Білий          |
| 459 | Чубері                             | Самегрело     | Білий          |
| 460 | Дігмура                            | Картлі        | Червоний       |
| 461 | капітан                            | Картлі        | Червоний       |
| 462 | Картлі Чрогха                      | Картлі        | Червоний       |
| 463 | Червона лоза                       | Картлі        | Червоний       |
| 464 | ассирійський чорний                | Картлі        | Чорний         |
| 465 | Борчало                            | Картлі        | Чорний         |
| 466 | Буза                               | Картлі        | Чорний         |
| 467 | Бурдзумі                           | Картлі        | Чорний         |
| 468 | Оновлено                           | Картлі        | Чорний         |
| 469 | Енагеті Червоний                   | Картлі        | Чорний         |
| 470 | Тавквері Картлі                    | Картлі        | Чорний         |
| 471 | Марнеулі Чорний                    | Картлі        | Чорний         |
| 472 | Піргебула Чорна                    | Картлі        | Чорний         |
| 473 | Сапераві Атені                     | Картлі        | Чорний         |
| 474 | Сапераві Бежашвілі                 | Картлі        | Чорний         |
| 475 | Сапераві Мейврішеві                | Картлі        | Чорний         |
| 476 | Широкий чорний                     | Картлі        | Чорний         |
| 477 | Кішурі Чорний                      | Картлі        | Чорний         |
| 478 | Кця Чорна                          | Картлі        | Чорний         |
| 479 | Бідний Чорний                      | Картлі        | Чорний         |
| 480 | Чорний Капітон                     | Картлі        | Чорний         |
| 481 | Китайський чорний                  | Картлі        | Чорний         |
| 482 | Хмара Картлі                       | Картлі        | Колір хмари    |
| 483 | Данахарулі                         | Картлі        | Темно-червоний |
| 484 | Рано                               | Картлі        | Білий          |
| 485 | Андреулі                           | Картлі        | Білий          |
| 486 | Андріасеулі                        | Картлі        | Білий          |
| 487 | Андрій                             | Картлі        | Білий          |
| 488 | Арагвіспірулі                      | Картлі        | Білий          |
| 489 | Будешурі білий                     | Картлі        | Білий          |
| 490 | Горула                             | Картлі        | Білий          |
| 491 | Горула Грін                        | Картлі        | Білий          |
| 492 | Багатостраждальний                 | Картлі        | Білий          |
| 493 | Повісив                            | Картлі        | Білий          |
| 494 | Енагеті Білий                      | Картлі        | Білий          |
| 495 | Віракурдзені                       | Картлі        | Білий          |
| 496 | Каспійський білий                  | Картлі        | Білий          |
| 497 | Лак                                | Картлі        | Білий          |
| 498 | Марнеулі рано                      | Картлі        | Білий          |
| 499 | Мелікуда                           | Картлі        | Білий          |
| 500 | Щільний виноград                   | Картлі        | Білий          |
| 501 | Дуб зелений                        | Картлі        | Білий          |
| 502 | Зелені Аврехи                      | Картлі        | Білий          |
| 503 | Піргебула біла                     | Картлі        | Білий          |
| 504 | Ранній білий                       | Картлі        | Білий          |
| 505 | Господи                            | Картлі        | Білий          |
| 506 | Білий Сіон                         | Картлі        | Білий          |
| 507 | Широкий білий                      | Картлі        | Білий          |
| 508 | Кішурі Білий                       | Картлі        | Білий          |
| 509 | Кішурі грубі зерна                 | Картлі        | Білий          |
| 510 | Кішурі Ранній                      | Картлі        | Білий          |
| 511 | Кця Біла                           | Картлі        | Білий          |
| 512 | Бідний Білий                       | Картлі        | Білий          |
| 513 | Шаба                               | Картлі        | Білий          |
| 514 | Ширакені                           | Картлі        | Білий          |
| 515 | китайський                         | Картлі        | Білий          |
| 516 | Китайський Аврехі                  | Картлі        | Білий          |
| 517 | Читіствала Картлі                  | Картлі        | Білий          |
| 518 | Тцкені                             | Картлі        | Білий          |
| 519 | Чрога Картлі                       | Картлі        | Білий          |
| 520 | Тчкапа                             | Картлі        | Білий          |
| 521 | Чкартала                           | Картлі        | Білий          |
| 522 | Якість Картлі                      | Картлі        | Білий          |
| 523 | Хрест                              | Картлі        | Білий          |
| 524 | Кехва                              | Картлі        | Рожевий        |
| 525 | Піргебула рожева                   | Картлі        | Рожевий        |
| 526 | Татанаурі                          | Картлі        | Рожевий        |
| 527 | Курта рожева                       | Картлі        | Рожевий        |